# Juan Ibiza
Juan Ibiza, pseudonimo di Juan Fernández Blanco (Ibiza, 17 agosto 1995), è un calciatore spagnolo, difensore svincolato.

## Carriera
Cresciuto nel settore giovanile del Villarreal, dal 2014 al 2018 gioca prima con la squadra C e poi con la squadra B debuttando in Segunda División B.
Nel 2018 passa in prestito all'Almería con cui fa il suo esordio fra i professionisti il 26 agosto 2018 in occasione del match di Segunda División pareggiato 1-1 contro il Tenerife; al termine della stagione viene acquistato a titolo definitivo.
Nel 2020 viene prestato al Sabadell dove si ritaglia da subito un ruolo da titolare mettendo insieme 35 presenze. Rimasto svincolato, si accasa a parametro zero al neopromosso Ibiza.

## Statistiche

### Presenze e reti nei club
Statistiche aggiornate al 2 ottobre 2021.
| Stagione        | Squadra         | Campionato      | Campionato | Campionato | Coppe nazionali | Coppe nazionali | Coppe nazionali | Coppe continentali | Coppe continentali | Coppe continentali | Altre coppe | Altre coppe | Altre coppe | Totale | Totale |
| Stagione        | Squadra         | Comp            | Pres       | Reti       | Comp            | Pres            | Reti            | Comp               | Pres               | Reti               | Comp        | Pres        | Reti        | Pres   | Reti   |
| --------------- | --------------- | --------------- | ---------- | ---------- | --------------- | --------------- | --------------- | ------------------ | ------------------ | ------------------ | ----------- | ----------- | ----------- | ------ | ------ |
| 2014-2015       | Villarreal C    | TD              | 20         | 0          | -               | -               | -               | -                  | -                  | -                  | -           | -           | -           | 20     | 0      |
| 2015-2016       | Villarreal C    | TD              | 36         | 3          | -               | -               | -               | -                  | -                  | -                  | -           | -           | -           | 36     | 3      |
| 2016-2017       | Villarreal B    | SDB             | 18         | 0          | -               | -               | -               | -                  | -                  | -                  | -           | -           | -           | 18     | 0      |
| 2017-2018       | Villarreal B    | SDB             | 29         | 0          | -               | -               | -               | -                  | -                  | -                  | -           | -           | -           | 29     | 0      |
| 2018-2019       | Almería         | SD              | 23         | 0          | CR              | 2               | 0               | -                  | -                  | -                  | -           | -           | -           | 25     | 0      |
| 2019-2020       | Almería         | SD              | 8          | 0          | CR              | 0               | 0               | -                  | -                  | -                  | -           | -           | -           | 8      | 0      |
| 2020-2021       | Sabadell        | SD              | 35         | 3          | CR              | 1               | 0               | -                  | -                  | -                  | -           | -           | -           | 36     | 3      |
| 2021-2022       | Ibiza           | SD              | 1          | 0          | CR              | 0               | 0               | -                  | -                  | -                  | -           | -           | -           | 1      | 0      |
| Totale carriera | Totale carriera | Totale carriera | 170        | 5          |                 | 3               | 0               |                    | -                  | -                  |             | -           | -           | 173    | 5      |